# Willeskop

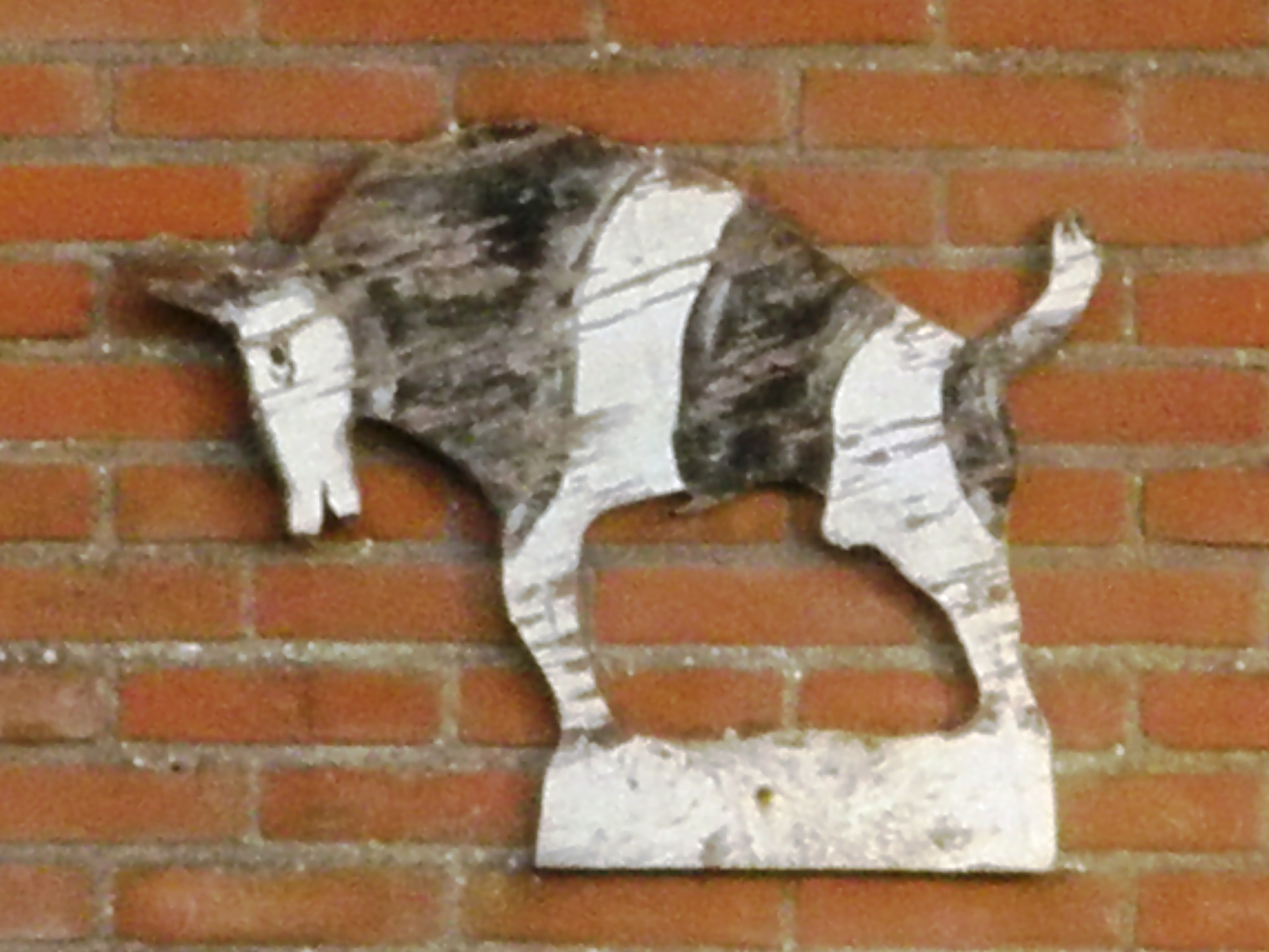
Willeskopper Stier als teken van verzet tegen het opheffen van de gemeente Willeskop

Willeskop is een buurtschap in de Nederlandse provincie Utrecht die deels in de gemeente Montfoort en deels in de gemeente Oudewater ligt, en bestaat uit een aantal boerderijen en huizen langs de N228. De plaats ligt in de polder Lopikerwaard en was van 1818 tot 1989 een zelfstandige gemeente. Voor de postcodes ligt Willeskop deels in Montfoort, deels in Oudewater.

## Geschiedenis

### Cope-ontginning
De oudste bekende vermelding van Willeskop stamt uit het jaar 1282. In de 12e eeuw werd een start gemaakt met de ontginning van het woeste veengebied tussen de Lek en de Hollandse IJssel. Delen van het gebied werden aan ontginners uitgegeven. De overeenkomst tussen de eigenaar en de ontginner werd een cope genoemd. In het geval van Willeskop, werd het recht tot ontginning verworven door ene Wilhelmes. Zijn cope kreeg daarom de naam Wilhelmscoop. Hetgeen later verbasterde tot Willescop en uiteindelijk tot Willeskop. Voorbeelden van andere copes zijn Heeswijk en Cattenbroek.
Aan het eind van de ontginning werd een sloot gegraven en een kade opgeworpen om water van buiten de ontginning te keren. De kade aan het eind van de Willeskopse ontginning heet de Bloklandse Dijk, ook wel Blokland genoemd. Deze dijk loopt parallel met de weg door Willeskop. Aan deze weg staan vele oude boerderijen. De meeste stammen uit de 19e en 20e eeuw. Enkele hebben gevelstenen en namen als 'Welgelegen', 'Ouders Vrucht' en 'Ojerslust'.

### Ontstaan van de gemeente Willeskop
Tegen het eind van de 18e eeuw werd midden in Willeskop een klein verdedigingswerk aangelegd 'De Pleyt' genaamd. Het was een onderdeel van de Oude Hollandse Waterlinie. De in de nabijheid gelegen boerderij en schippersherberg 'de Pleyt' deed tot ver in de 19e eeuw dienst als rechthuis. Vanaf 1818 werden de gerechten Willeskop, Kort-Heeswijk en Blokland samengevoegd tot de gemeente Willeskop. Deze drie Ambachtsheerlijkheden vielen tot die tijd onder Utrecht. Het voormalige gemeentewapen is afgeleid van het heerlijkheidswapen, waarbij het eerste en vierde kwartier omgedraaid werden. Dit eerste wapen werd verleend op 30 september 1818. Het gemeentewapen stamt uit 1908.

### Steenindustrie
In de 19e en 20e eeuw werden er vier steenfabrieken gebouwd in Willeskop.
- Steenfabriek IJsseloord werd opgericht in 1867, maar op deze plek was al in 1865 een overdekte oven aanwezig. In 1944 werd de fabriek gesloopt. Van IJsseloord zijn onder andere de schuur en directeurswoning bewaard gebleven.
- Een andere steenfabriek was de Vlamovensteenfabriek M.P. Splinter n.v. Deze kwam voort uit Steenfabriek De Hoop die gesticht werd in 1867.[2] Hier werden stenen gemaakt in Waal- en Rijnformaat. De fabriek werd in 1974 opgeheven en gesloopt.[3] De steenfabriek bestond uit een directeurswoning, een ruimte voor de ovens, schoorsteen, droogrekken en -hutten. De directeurswoning, Willeskop 88, is wel bewaard gebleven. Dit huis is gebouwd van stenen uit deze steenfabriek.
- De Montfoortse Waalsteenfabriek v/h Gebr. Wiegerinck werd opgericht in 1906 en gesloten in 1975.
- Steenfabriek De Vlijt heeft slechts kort bestaan en is in 1904 gesloopt.
- Er staan nog enkele arbeidershuizen uit de tijd van de steenfabrieken aan de N228.

### Einde van de zelfstandige gemeente
In het kader van een groot plan tot gemeentelijke herindeling in het westen van Utrecht en het oosten van Zuid-Holland kwam ook het einde van Willeskop als zelfstandige gemeente in zicht. De Willeskopse bevolking keerde zich massaal tegen deze plannen. Schrijver Hans Ferrée werd een van de voormannen van de actiegroep Willeskoppig. De groep koos de onverzettelijke stier als beeldmerk en in veel tuinen stonden borden met deze (Willes)koppige stier. Het protest maakte bij het provinciebestuur weinig indruk en ook de Tweede en Eerste Kamer lieten zich niet vermurwen. Per 1 januari 1989 werd de gemeente Willeskop opgeheven. Het oostelijke deel werd bij de gemeente Montfoort gevoegd, het westelijke deel kwam bij Oudewater. Als herinnering aan de vroegere gemeente werd de toenmalige Provinciale Weg omgedoopt tot Willeskop en kwam in het bij Montfoort gevoegde deel een bronzen beeld van een stier als herinnering in de gemeente. Dit beeld is gemaakt door Toon Grassens. Bij de herindeling werd het grondgebied als volgt verdeeld: naar de gemeente Montfoort ging 1.042 hectare met 234 huizen en 759 inwoners, naar de gemeente Oudewater ging 369 hectare met 63 huizen en 217 inwoners.

### Bouwwerken van cultuurhistorisch belang
Willeskop bezit een aantal bouwwerken die volgens het Monumenten Inventarisatie Project van lokaal (*), regionaal (**) of nationaal (***) cultuurhistorisch belang zijn:
| Afbeelding | Nummer | Huisnaam                | Bouwjaar  | Soort object               | Verdere info | Waardering |
| ---------- | ------ | ----------------------- | --------- | -------------------------- | --- | ---------- |
|            | 5      | -                       | 19e eeuw  | langhuisboerderij          | - | **         |
|            | 9      | De Vlijt                | 19e eeuw  | villa                      | gebouwd door A. Muller                                                                                            | ***        |
|            | 24     |                         | 1927      | transformatorhuisje        | opdrachtgever: elektriciteitsbedrijf PUEM                                                                         | **         |
|            | 29     | Nooit Gedacht           | 1909-1910 | landbouwerswoning          | - | **         |
|            | 35     | -                       | -         | langhuisboerderij          | - | *          |
|            | 37     | -                       | 19e eeuw  | dwarshuisboerderij         | - | **         |
|            | 60     | -                       | -         | dwars huis                 | - | *          |
|            | 65     |                         | 1840      | langhuisboerdrij           | - | **         |
|            | 67     | -                       | 1910      | langhuisboerdrij           | afgebroken en herbouwd niet meer origineel                                                                        | *          |
|            | 68a    | -                       | 1928      | villa                      | opdrachtgever: steenfabrikant Wiegerinck architect: J.H. van Zutphen                                              | **         |
|            | 69     | -                       | 1915-1916 | boerderij                  | opdrachtgever: H. van Vliet aannemer: H.J. Versteegen                                                             | *          |
|            | 71     | -                       | 1925      | dwarshuisboerderij         | opdrachtgever: C. van Jaarsveld architect: J.C. Beukelaar                                                         | *          |
|            | 72     | -                       | 1906      | vrijstaand huis            | opdrachtgever: steenfabriek G.J.W. Kolemans Beijnen gebouwd voor voorman Anton van Leeuwen                        | *          |
|            | 75     | Ojerslust               | 1821      | langhuisboerderij          | gebouwd door Arend Ojers                                                                                          | **         |
|            | 77     | Ouders Vrucht           | 1900-1910 | langhuisboerderij          | - | *          |
|            | -      | De Pleit                | 1796      | halfbastion                | opdrachtgever: Cornelis Rudolphus Theodorus Krayenhoff onderdeel van de Hollandse Waterlinie                      | **         |
|            | 79     | Welgelegen              | 1903      | dwarshuisboerderij         | opdrachtgever: J.H. de bruin ontwerp en bouw: A. Kijneveld gebouwd op gewelven van afgebrande voorganger uit 1671 | **         |
|            | 85-85a | -                       | 1874      | langhuisboerderij          | - | **         |
|            | 90     | Steenfabriek IJsseloord | 1905      | schuur en directeurswoning | laatste industriële overblijfsel van de steenfabrieken in Willeskop                                               | **         |
|            | 94-96  | -                       | 1931-1932 | vrijstaande woning         | opdrachtgevers: gebroeders Wiegerinck architect: J.C. Hogendorn                                                   | *          |
|            | 98-112 | -                       | 19e eeuw  | arbeidershuisjes           | gebouwd voor de werknemers van de voormalige steenfabrieken                                                       | **         |
|            | 134    | -                       | 1883      | langhuisboerderij          | - | *          |
|            | 136    | De Pleit                | 18e eeuw  | langhuisboerderij          | deed dienst als rechthuis voor het gerecht Willeskop                                                              | **         |

Overige bijzondere bouwwerken in Willeskop zijn:
| Afbeelding | Nummer       | Huisnaam                   | Bouwjaar | Soort object        | Verdere info                                                                          |
| ---------- | ------------ | -------------------------- | -------- | ------------------- | ------------------------------------------------------------------------------------- |
|            | Nieuwe Weg 2 | -                          | 20e eeuw | bunker met zendmast | Provinciaal Commando Utrecht Civiele Verdediging In gebruik bij KPN Mobiele Netwerken |
|            | -            | Recht door Zee             | 1800     | boerderij           | Naam op gevel "Regt door zee".                                                        |
|            | -            | Bedelaarskerkhof Willeskop | 1875     | begraafplaats       | Voormalige begraafplaats voor dak- en thuislozen                                      |

## Natuurgebied
Willeskop is sinds 2002 ook een nieuw natuurontwikkelingsgebied dat in de Lopikerwaard ter hoogte van de Bloklandse Dijk ligt.

## Verkeer
De N228 die door de buurtschap loopt was rond het jaar 2000 een van de gevaarlijkste wegen van de provincie Utrecht. Er vonden in vier jaar meer dan 110 verkeersongevallen plaats, waarvan drie met dodelijke afloop. De actiegroep Willeskoppig Gas Terug overwoog daarom in 2003 de weg te blokkeren. De provincie beloofde hierop maatregelen te nemen en in 2006 is de weg gereconstrueerd.
Buslijn 107 loopt door Willeskop: Utrecht - De Meern - Achthoven - Heeswijk - Montfoort - Willeskop - Oudewater - Haastrecht - Gouda.
De Hollandse IJssel stroomt door de plaats.

## Polder
In Willeskop bevindt zich het Gemaal De Pleyt. Dit gemaal pompt het water uit de Lopikerwaard omhoog in de Hollandse IJssel.

## Geboren in Willeskop
- Kees Lekkerkerker (15 november 1910 - Amsterdam, 28 augustus 2006), Nederlands letterkundige, tekstbezorger en bibliograaf.
- Wilfred Kemp (25 november 1960), Nederlands theoloog, journalist en televisiepresentator.

## Fotogalerij

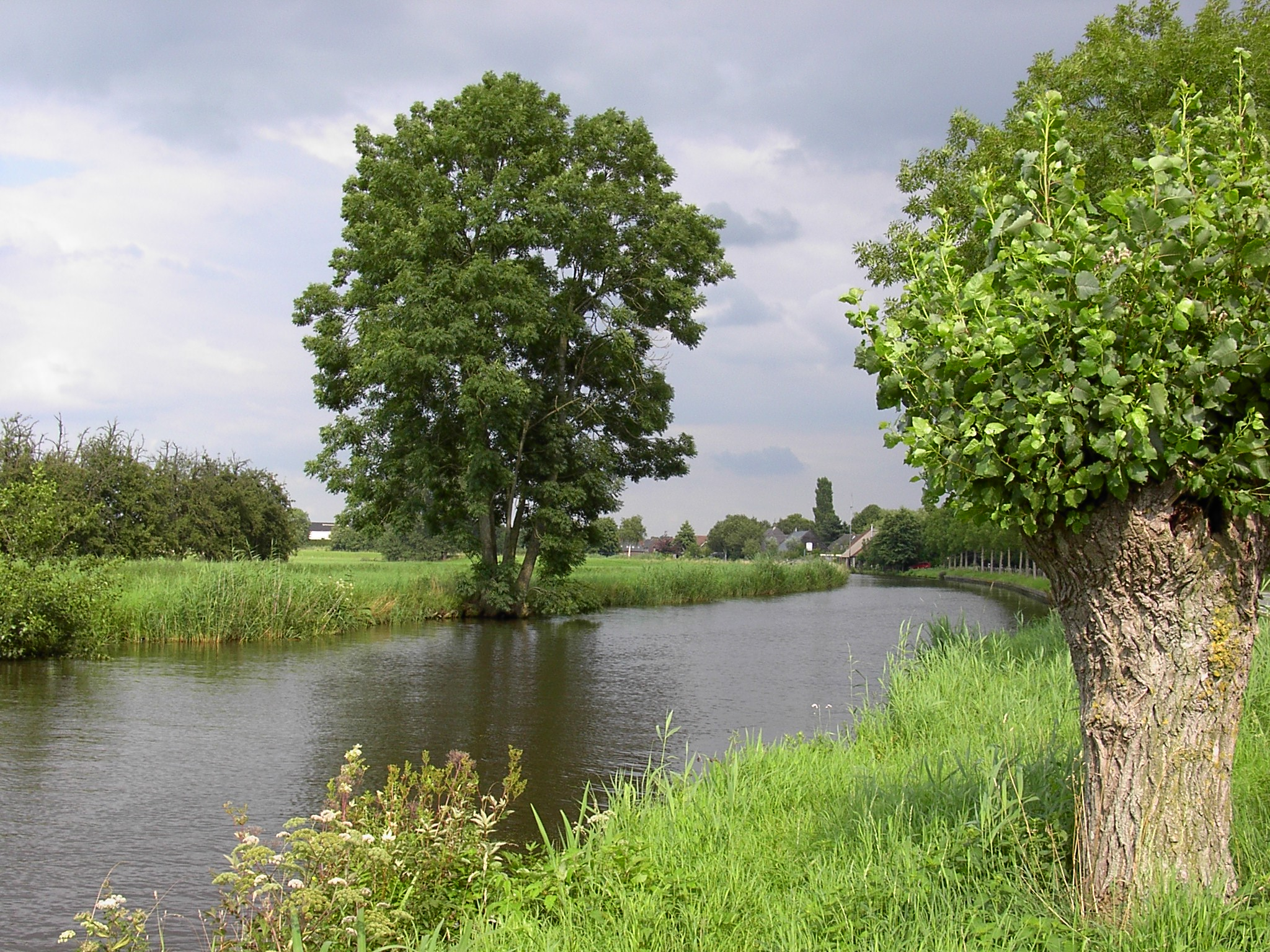
De Hollandse IJssel bij Willeskop
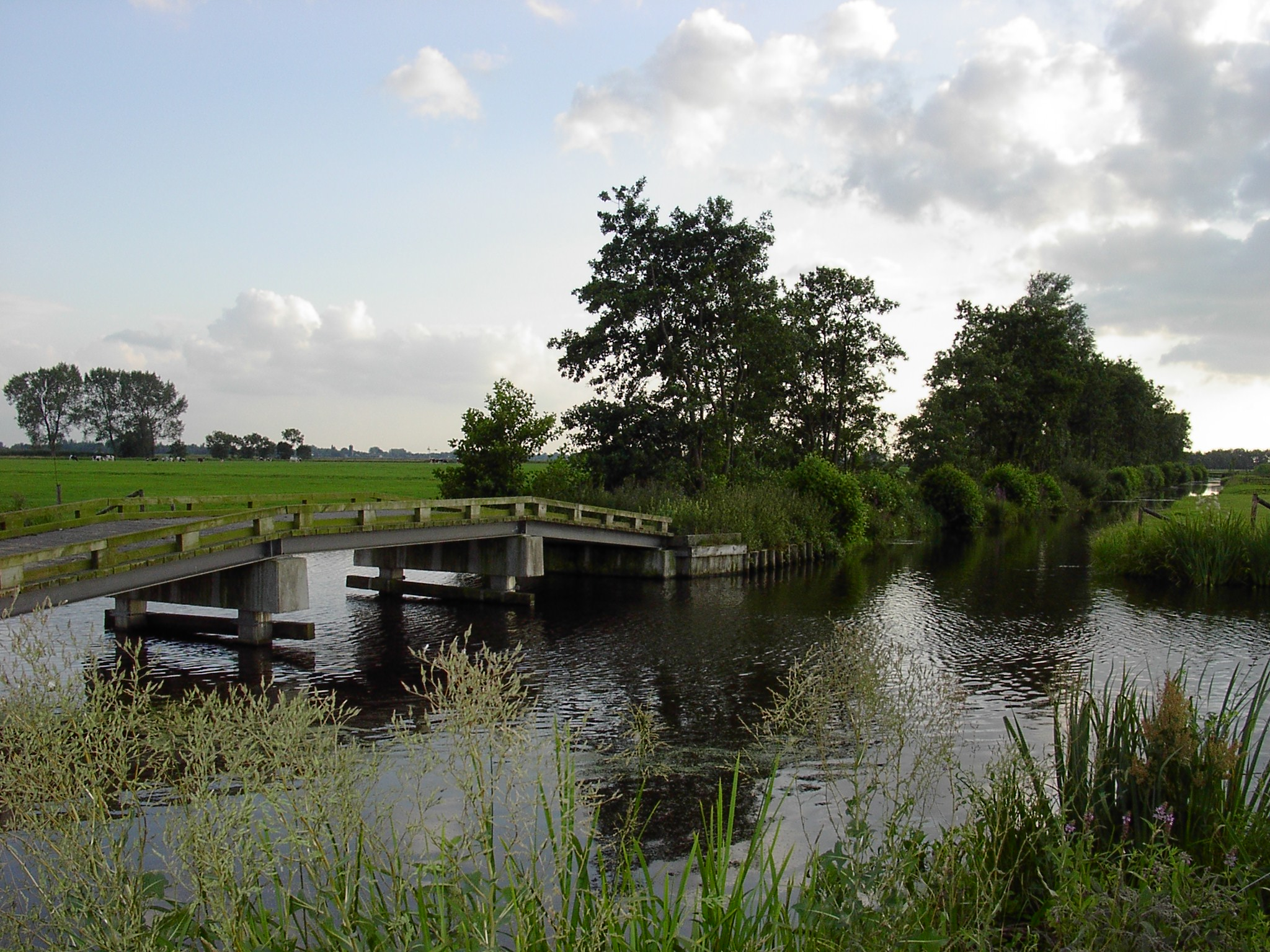
Natuurgebied Willeskop en de Bloklandse Dijk
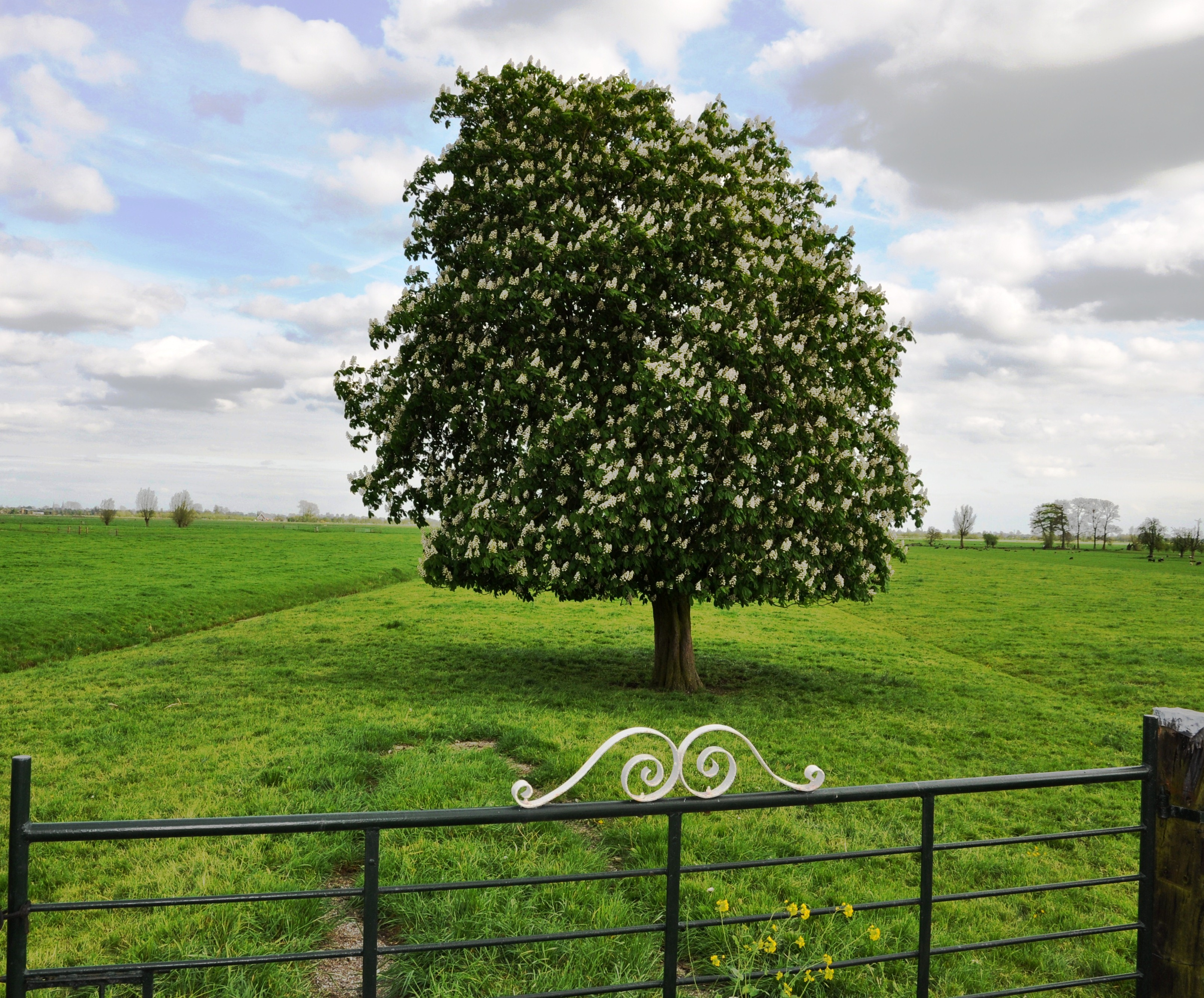
Kastanjeboom in een weiland in Willeskop
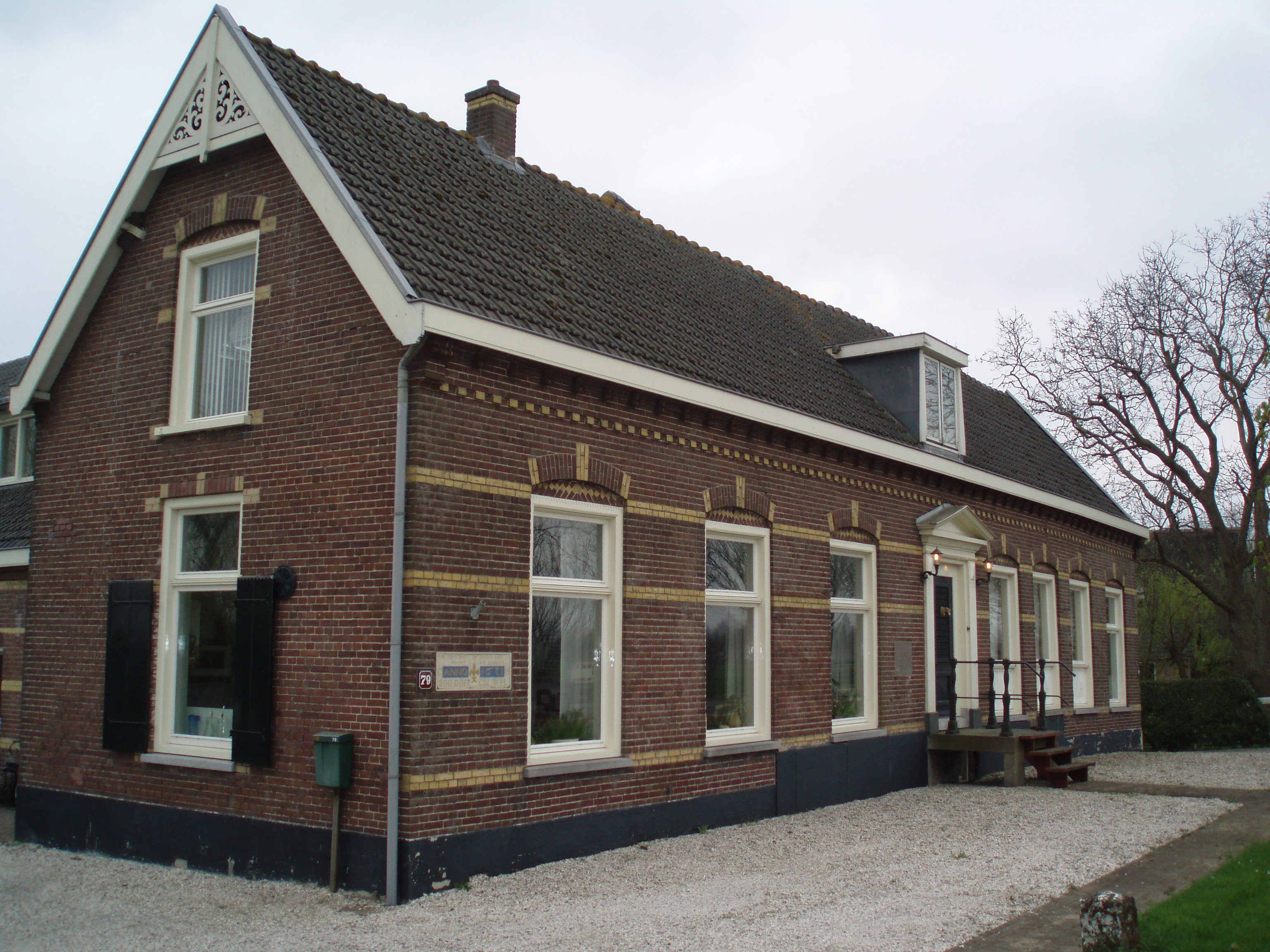
Boerderij Welgelegen
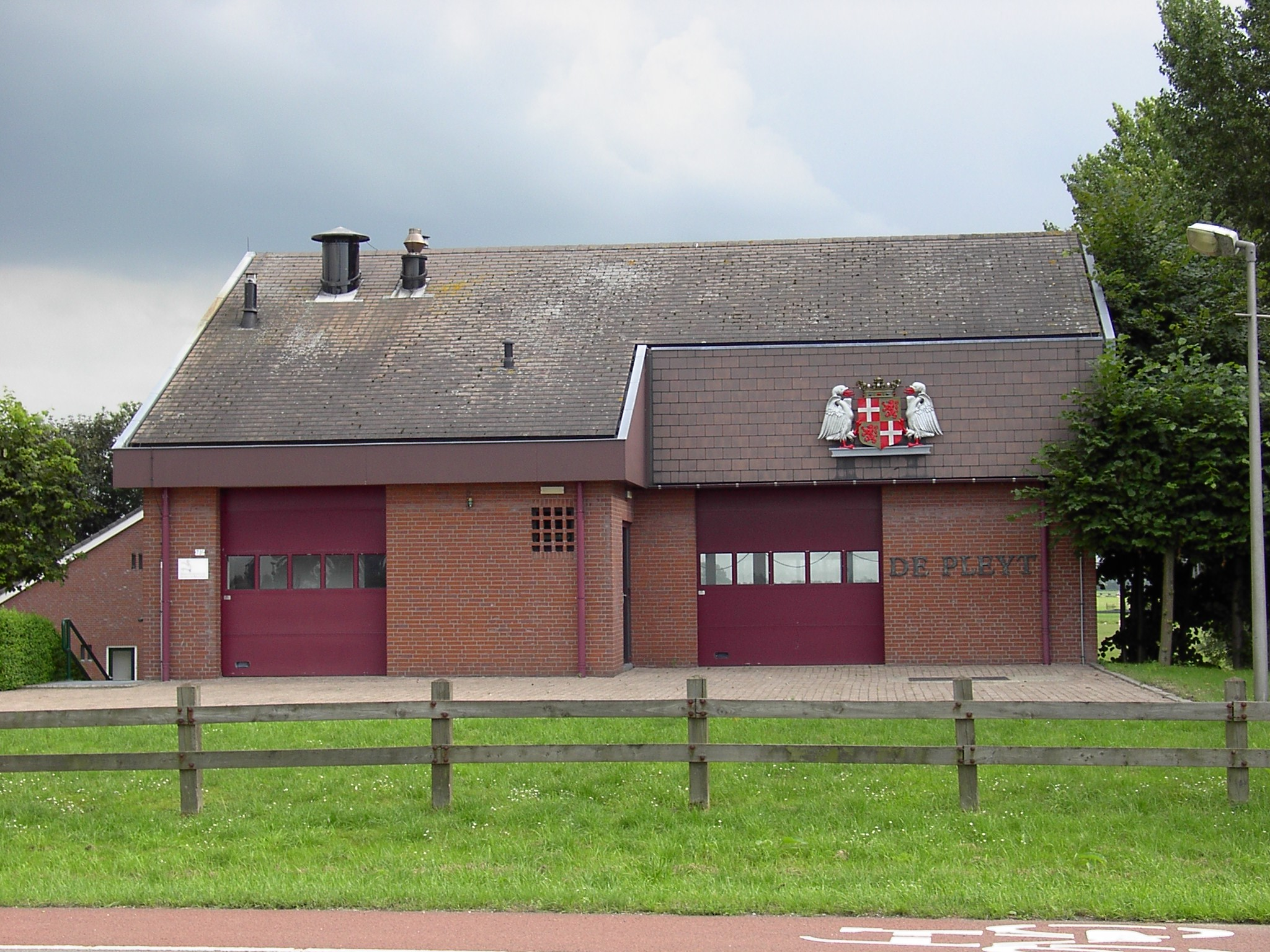
Gemaal De Pleyt
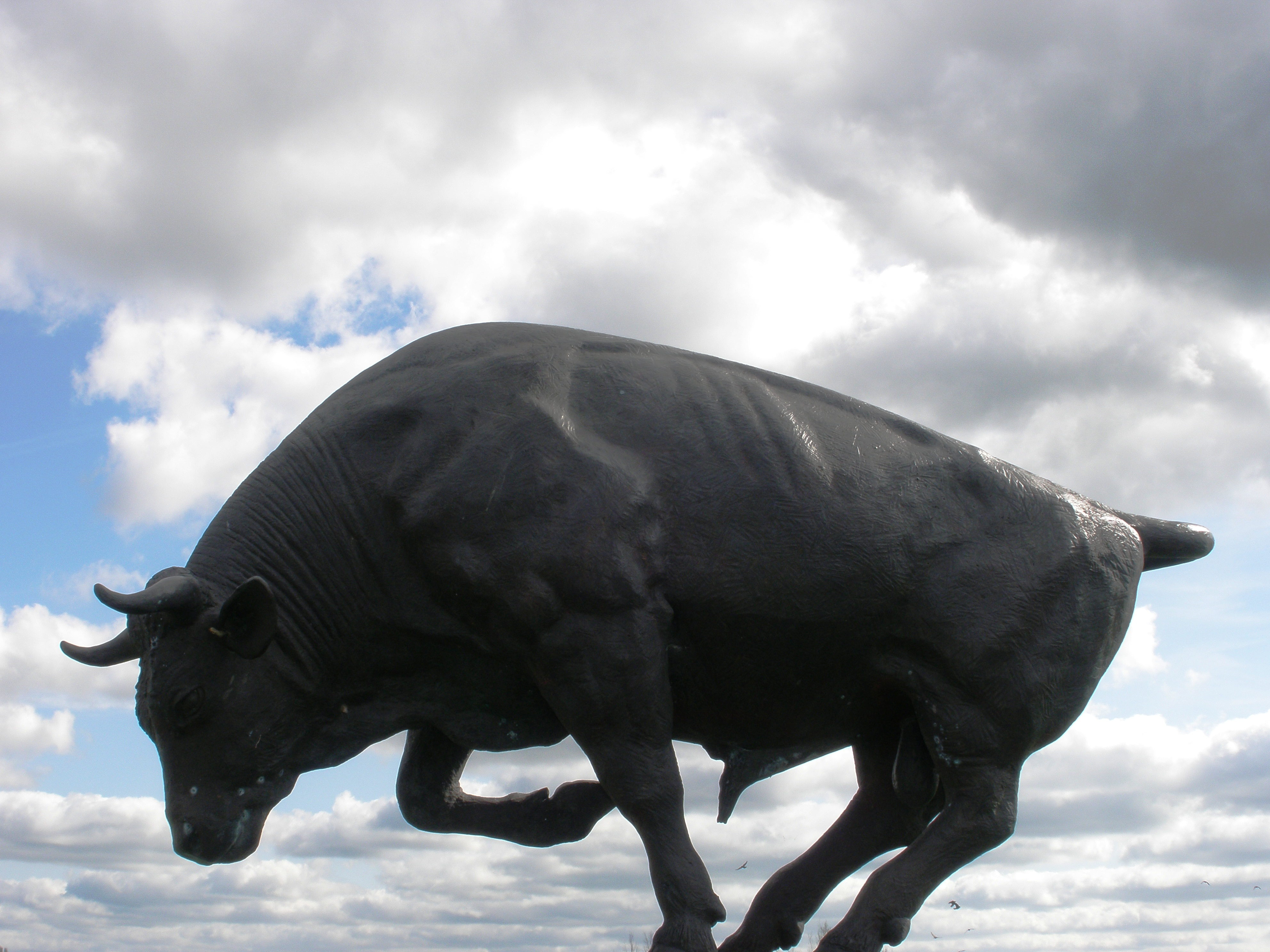
De bronzen stier op de voormalige gemeentegrens herinnert aan Willeskop als zelfstandige gemeente

## Trivia
- Willeskop wordt genoemd in het boek 'Het wassende water' uit 1925 van Herman de Man.